# Karl Anton Schaab
Karl Anton Schaab (* 5. September 1761 in Mainz; † 12. März 1855 ebenda) war ein großherzoglich hessischer Kreisrichter, Friedensrichter, Mainzer Geschichtsforscher und Lokalschriftsteller, der vor allem zu Mainz publizierte.

## Leben
Schaab, der ein Studium der Rechte in Mainz und Göttingen absolviert hatte, wurde nach seiner Promotion am 26. April 1786 Hofgerichtsadvokat unter Friedrich Karl Joseph von Erthal. Später wurde er als Kriegsgerichtsrat Beisitzer eines Kriegsgerichtes im kurmainzischen Regiment von Gymnich, und blieb in dieser Position bis zum Untergang des kurmainzischen Fürstentums und dem 30. Dezember 1797, als die österreichischen Truppen Mainz verließen und „Mayence“ zum vierten Mal französisch wurde. Schon 1798 begannen die Franzosen mit ihren Regierungskommissaren wie François Joseph Rudler, die Verwaltung in den neu eroberten Gebieten in ihrem Sinne umzugestalten und die Trennung von Staat und Kirche, von Justiz und Verwaltung zu vollziehen. Im gleichen Jahr wurde Schaab mit dem noch jungen Amt eines Friedensrichters betraut, welches seit 1790 in Frankreich als juristische Institution etabliert wurde, um die Effektivität der Jurisprudenz zu erhöhen. 1803 wurde er schließlich Sicherheitsbeamter des Kantons Mainz (Magistrat de Sureté de l'arrondisemont Mayence) und Substitut des Generalprokurators. Nach Aufhebung dieser Stelle wurde er 1811 Substitut des Staatsprokurators.
Schließlich wurde Schaab während des Generalgouvernements Mittelrhein 1815 zum Richter im Kreisgericht berufen. Am 14. November 1832 wurde er mit dem Ritterkreuz Erster Klasse des Großherzoglich hessischen Ludwigsordens ausgezeichnet. Kurz vor seiner Pensionierung am 30. November 1838 wurde er am 3. Juni 1838 noch Vizepräsident des Kriegsgerichts.

## Publizistische Tätigkeit
Als Autodidakt legte er seit 1820 Publikationen vor, die sich vor allem mit der Geschichte des Buchdrucks, der Geschichte der Bundesfestung Mainz, und der Geschichte der Stadt Mainz, der Geschichte des großen rheinischen Städtebundes, und der diplomatischen Geschichte der Juden in Mainz befassten.
Karl Anton Schaab war Mitbegründer des Mainzer Altertumsvereins: sein Nachlass befindet sich im Mainzer Stadtarchiv, sein Grab befindet sich auf dem Mainzer Hauptfriedhof. Er war Mitglied der Mainzer Freimaurerloge "Die Freunde zur Eintracht":

## Werke
- De fidejussore, qui ut debitorem principalem se obligavit, beneficio ordinis gaudente. Dissertation, Mainz 1786
- Topographische Gestaltung der Stadt Mainz und ihrer Umgebung. Von der frühesten Epoche bis in die neuesten Zeiten. In: Quartalblätter des Vereines für Literatur und Kunst zu Mainz. Band 1, Nr. 1, 1830, S. 7–38; Band 1, Nr. 2, 1830, S. 3–29; Band 1, Nr. 3, 1830, S. 3–17; Band 1, Nr. 4, 1830, S. 29–40
- Geschichte des großen rheinischen Städtebundes. Gestiftet zu Mainz im Jahre 1254 durch Arnold Walpod. Mainz, Kupferberg, 1843–1845. Grundlegende Monographie über den Bund
- Die Geschichte der Bundes-Festung Mainz, historisch und militärisch nach den Quellen bearbeitet. Eigenverlag des Verfassers, Mainz 1835
- Beiträge zur Beschreibung des Großherzogtum Hessen nach seinen einzelnen Bestandteilen. In: Archiv für hessische Geschichte. 
  - Band 1: (1835–1837)
  - Band 2: (1841)

- Geschichte der Stadt Mainz. vier Bände, Mainz 1841–1851. 
  - Band 1: (1841) (Digitalisat)
  - Band 2: (1844)
  - Band 3: (1847) Geschichte der Großherzoglich Hessischen Rheinprovinz
  - mit den Kantonen Mainz, Oppenheim, Wörrstadt, Niederolm, Oberingelheim
  - Band 4: (1851) Geschichte der Großherzoglich Hessischen Rheinprovinz
  - mit den Kantonen Alzei, Bingen, Osthofen, Pfeddersheim, Wöllstein, Wörrstadt
  - und Worms

- Diplomatische Geschichte der Juden in Mainz. Mainz 1855